# Пальмовая ветвь, погоны и пеньюар
«Пальмовая ветвь, погоны и пеньюар» (порт. Farda, Fardão, Camisola de Dormir, в другом русском переводе «Военный китель, академический мундир, ночная рубашка») — роман Жоржи Амаду, опубликованный в 1979 году. Сюжет романа посвящён выборам в Бразильскую академию литературы в 1941 году, когда кандидатами на пост академика стали военные: это «история о том, как два старых вольнодумца, два писателя-академика, объявили войну нацизму и насилию».

## Название
Пальмовые ветви в названии обозначают мир Академии (академики носят расшитый золотыми пальмовыми ветвями мундир), погоны — мир военных (полковника и генерала), ставших претендентами на статус академика, пеньюар — мир многочисленных возлюбленных поэта Антонио Бруно. Слово «Пеньюар», название последнего (и ненаписанного) стихотворения Бруно, было последним, что он записал перед смертью. В другой версии перевода А. Богдановского («Военный мундир, мундир академический и ночная рубашка») слово «пеньюар» не употребляется, а стихотворение имеет название «Рубашка». 

## Сюжет
Действие происходит в Рио-де-Жанейро (в то время столицы Бразилии) в годы диктатуры Варгаса.

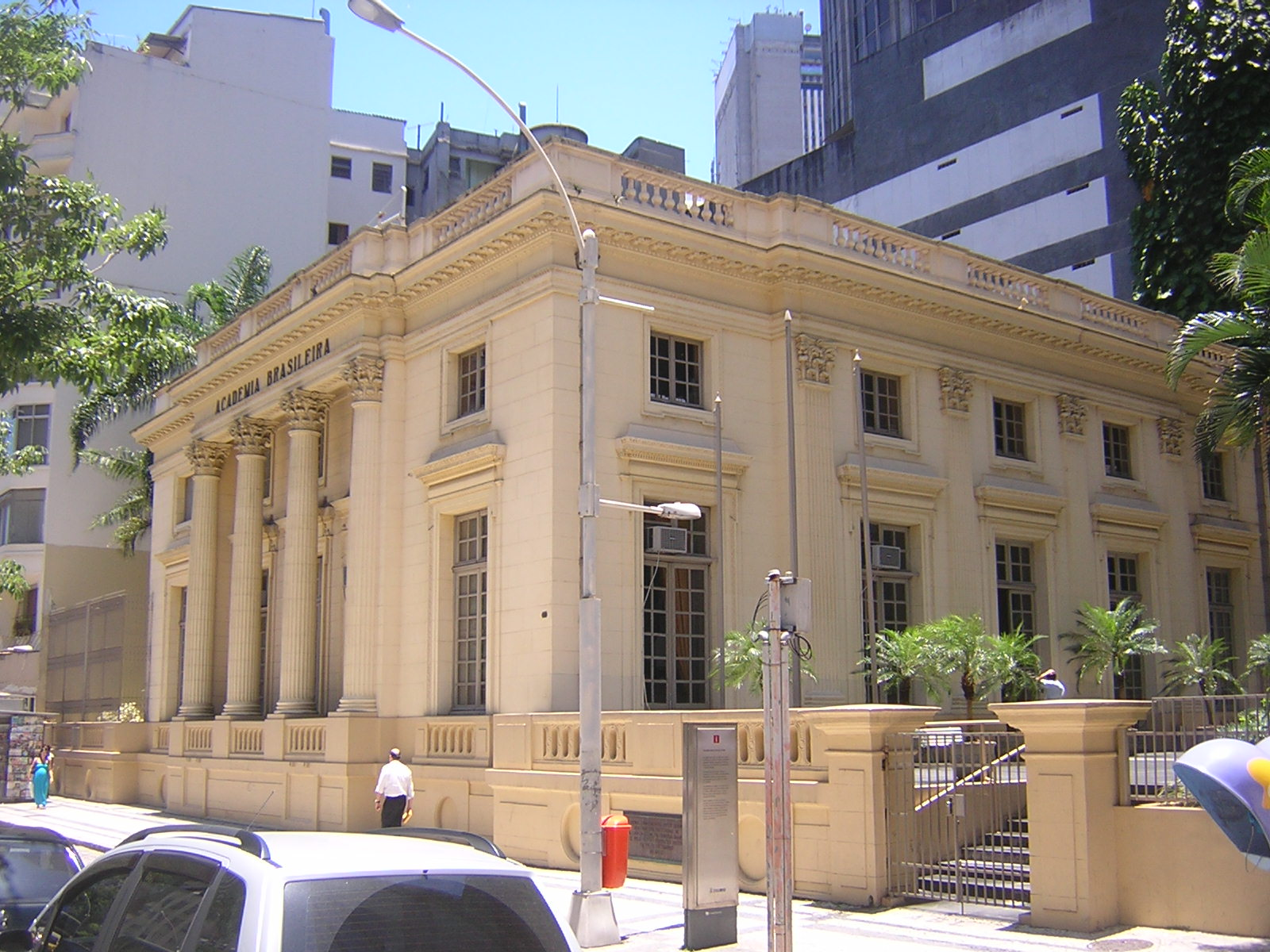
Здание Бразильской академии литературы

В конце сентября 1940 года от инфаркта умирает известный поэт и любимец женщин Антонио Бруно, член Бразильской Академии Словесности. Его здоровье окончательно пошатнуло известие о взятии нацистами Парижа — города, где он провёл молодые годы и который он очень любил. Одно место в Академии, куда постоянно входят 40 «бессмертных» академиков, становится вакантным. Согласно процедуре, должно произойти выдвижение кандидатов на это место, а затем выборы. Один из академиков, юрист Лизандро Лейте, из карьерных соображений (он мечтает о должности председателя Федерального Верховного суда) предлагает выдвинуть свою кандидатуру полковнику Агналдо Сампайо Перейре, начальнику Управления специальной полиции. Перейра известен как сторонник нацистских взглядов, симпатизирующий Гитлеру, как жестокий борец с инакомыслием. Друзья-академики, писатели Афранио Портела и Эвандро Нунес, понимают, что допускать такого человека в Академию нельзя: помимо всего прочего, это было бы предательством памяти их свободолюбивого товарища Антонио Бруно. Однако многие академики, кто из страха, кто из искренней симпатии, могут проголосовать за полковника. Тогда группа академиков-заговорщиков решает предложить выдвинуть свою кандидатуру другому военному — отставному генералу Валдомиро Морейра, борцу за чистоту португальского языка, который к тому же не терпит Перейру. Генерал, который и мечтать не мог о такой чести, с радостью соглашается вступить в предвыборную борьбу. К агитации за генерала Афранио привлекает и бывших возлюбленных Бруно, которые также не хотят видеть полковника-нациста преемником поэта в Академии. Сам же полковник, которому Лейте изначально обещал безальтернативное и единогласное избрание, всё больше нервничает. Наконец, встретив холодный приём во время визитов к некоторым академикам, а от одного из них услышав резкие обвинения в фашизме и жестокости, Перейра неожиданно умирает ночью в своей постели.
Генерал Морейра остаётся единственным кандидатом и чувствует себя уже избранным. Он начинает вести себя более уверенно и обещает навести в Академии «железный воинский порядок». Портела и Нунес понимают, что такой вариант также не пойдёт на пользу Академии. Они теперь уже тайно агитируют товарищей против генерала. В январе 1941 года, когда генерал уже готовит пышный приём в честь своего избрания, происходят выборы. Большинство академиков проголосовало против генерала либо воздержались, он не был избран в Академию. От неожиданного известия генерал тут же умирает. Портела и Нунес с облегчением ожидают, что на перевыборах, куда будут выдвинуты новые кандидаты, в Академию наконец-то будет избран поэт Жозе Фелисиано, который не имел бы шансов при конкуренции с полковником. Расставаясь, Портела сообщает, что хочет написать роман о четырёх возлюбленных Бруно, истории которых он узнал в ходе предвыборной борьбы, а Нунес, в свою очередь, подумывает о литературном оформлении сюжета о противостоянии на выборах двух военных.

## Русский перевод
Впервые перевод романа был опубликован уже в 1982 году журнале «Иностранная литература» под названием «Военный китель, академический мундир,  ночная  рубашка». Перевод был выполнен Юрием Калугиным. В том же году в «Литературной газете» за 11 августа напечатан отрывок из романа в  переводе А.  Богдановского под названием «Пальмовая ветвь, погоны и пеньюар». В 1983 году этот перевод вышел отдельной книгой и впоследствии неоднократно переиздавался. 
По мнению Елены Беляковой, оба перевода романа неудачны: так, судя по качеству перевода Калугина, «можно было подумать, что Амаду "исписался"», что же касается второго перевода, то «от  смены  переводчика книга не выиграла. А. Богдановский отличается бойкостью стиля,  который, к сожалению, не  имеет  ничего  общего  со  стилем  Жоржи  Амаду».
Роман выходил также в другой версии перевода А. Богдановского под названием «Военный мундир, мундир академический и ночная рубашка» (в частности, в трёхтомнике избранных произведений писателя к его 75-летию).